# Damernas turnering i volleyboll vid centralamerikanska och karibiska spelen
Centralamerikanska och karibiska spelen har haft en turnering i volleyboll för damer sedan 1935, då de tredje spelen hölls. Precis som spelen hålls tävlingen vart fjärde år och arrangeras av CACSO.

## Upplaga
| Upplaga              | Upplaga                    | Podium                  | Podium                  | Podium                  |
| Säsong               | Värd                       | Mästare                 | Tvåa                    | Trea                    |
| -------------------- | -------------------------- | ----------------------- | ----------------------- | ----------------------- |
| 1935 mer information | San Salvador               | Mexiko                  | El Salvador             | -                       |
| 1938 mer information | Panama                     | Mexiko                  | Puerto Rico             | Panama                  |
| 1946 mer information | Barranquilla               | Dominikanska republiken | Puerto Rico             | Mexiko                  |
| 1954 mer information | Mexico City                | Mexiko                  | Dominikanska republiken | -                       |
| 1959 mer information | Caracas                    | Mexiko                  | Venezuela               | Nederländska Antillerna |
| 1962 mer information | Kingston                   | Dominikanska republiken | Puerto Rico             | Mexiko                  |
| 1966 mer information | San Juan                   | Kuba                    | Mexiko                  | Dominikanska republiken |
| 1970 mer information | Panama                     | Mexiko                  | Kuba                    | Venezuela               |
| 1974 mer information | Santo Domingo              | Kuba                    | Mexiko                  | Dominikanska republiken |
| 1978 mer information | Medellín                   | Kuba                    | Mexiko                  | Dominikanska republiken |
| 1982 mer information | Havanna                    | Kuba                    | Mexiko                  | Dominikanska republiken |
| 1986 mer information | Santiago de los Caballeros | Kuba                    | Mexiko                  | Venezuela               |
| 1990 mer information | Mexico City                | Kuba                    | Mexiko                  | Venezuela               |
| 1993 mer information | Ponce                      | Kuba                    | Mexiko                  | Venezuela               |
| 1998 mer information | Maracaibo                  | Kuba                    | Dominikanska republiken | Venezuela               |
| 2002 mer information | San Salvador               | Dominikanska republiken | Venezuela               | Mexiko                  |
| 2006 mer information | Cartagena de Indias        | Dominikanska republiken | Kuba                    | Puerto Rico             |
| 2010 mer information | Mayagüez                   | Dominikanska republiken | Puerto Rico             | Costa Rica              |
| 2014 mer information | Veracruz                   | Dominikanska republiken | Puerto Rico             | Kuba                    |
| 2018 mer information | Barranquilla               | Dominikanska republiken | Colombia                | Puerto Rico             |
| 2023 mer information | San Salvador               | Dominikanska republiken | Puerto Rico             | Kuba                    |

## Medaljörer
| Pos. | Lag                     | Guld | Silver | Brons | Totalt |
| ---- | ----------------------- | ---- | ------ | ----- | ------ |
| 1    | Dominikanska republiken | 8    | 2      | 4     | 14     |
| 2    | Kuba                    | 8    | 2      | 2     | 12     |
| 3    | Mexiko                  | 5    | 7      | 3     | 15     |
| 4    | Puerto Rico             | -    | 6      | 2     | 8      |
| 5    | Venezuela               | -    | 2      | 5     | 7      |
| 6    | El Salvador             | -    | 1      | -     | 1      |
| 6    | Colombia                | -    | 1      | -     | 1      |
| 7    | Nederländska Antillerna | -    | -      | 1     | 1      |
| 7    | Costa Rica              | -    | -      | 1     | 1      |
| 7    | Panama                  | -    | -      | 1     | 1      |